# Désir(s)
Pour les articles homonymes, voir Désir (homonymie) et Sehnsucht (homonymie).
Pour plus de détails, voir Fiche technique et Distribution.
Désir(s) (titre original allemand : Sehnsucht) est un film allemand réalisé par Valeska Grisebach sorti en 2006.

## Synopsis
Markus, ouvrier métallurgiste allemand, est marié à Ella, une domestique. Il se rend dans une ville voisine afin de participer à une réunion de pompiers volontaires, dont il fait partie. Le soir, avec ses collègues, il se met à boire et à danser. Or, le lendemain matin, il se réveille dans le lit de Rose, une serveuse... et ne se souvient plus de rien.

## Fiche technique
- Titre du film : Désir(s)
- Titre original : Sehnsucht
- Réalisation et scénario : Valeska Grisebach
- Assistant de réalisation : Katharina Copony
- Photographie : Bernhard Keller 
  Couleurs, 35 mm
- Montage : Natali Barrey, Bettina Böhler, V. Grisebach
- Décors : Beatrice Schultz
- Musique : Martin Hossbach
- Production : Peter Rommel Productions, 3Sat, Home Run Pictures, Medienfonds GFP, Zweites Deutsches Fernsehen (ZDF)
- Lieu de tournage : Brandebourg, Allemagne
- Pays d'origine :  Allemagne
- Durée : 88 minutes
- Dates de sortie :  
  - Festival international de Berlin : 15 février 2006
  - Belgique : 9 mai 2007
  - France : 3 octobre 2007

## Distribution
- Andreas Müller : Markus
- Ilka Welz : Ella
- Anett Dornbusch : Rose
- Erika Lemke : Oma
- Doritha Richter : la mère

## Récompenses
- Prix spécial du jury au Festival international du film indépendant de Buenos Aires 2006
- Prix Alice au Festival international du film de Copenhague 2006
- Prix de l'art du film au Festival international du film de Mannheim-Heidelberg 2006
- Meilleur film à la Mostra internazionale del nuovo cinema di Pesaro 2006
- Prix spécial du jury au Festival international du film de Varsovie 2006
- Prix FIPRESCI, Prix du jury, Meilleur film au Festival du film de Gijón 2006

## Commentaire
« À une époque, les personnages de film devaient rassurer le spectateur dès qu'ils apparaissaient sur l'écran. [...] À côté du travail de Valeska Grisebach, toutefois, ces vieux films passent pour des dinosaures à la démarche lourde et prévisible. [...] Le moment que retient Désir(s) - l'infidélité présumée de Markus - devient une cellule mentale pour le spectateur, qui doit faire effort pour comprendre le film. [...] Son spectateur est un produit de la modernité et donc non plus un enfant passif mais un adulte actif [...]. De toute évidence, laisser le spectateur se poser des questions n'est pas la plus mauvaise manière de réaliser un film. »